# Анна-детективъ
«Анна-детекти́въ» — русский костюмированный многосерийный телевизионный художественный фильм детективного жанра с элементами мистики, производством которого занимаются компании Star Media, «Скайвей Продакшн» (1 сезон) и «Бумеранг» (2 сезон). Пилотное название сериала — «А́нна-ме́діумъ».
Премьера состоялась 7 ноября 2016 года на телеканале «ТВ-3». Новые серии демонстрировались с понедельника по четверг в 19:30. Заключительная 56-я серия первого сезона вышла в эфир 22 декабря 2016 года. 14 мая 2017 года директор телеканала «ТВ-3» Валерий Федорович официально заявил о работе над телевизионным фильмом «Анна-детективъ», который завершит историю и ответит на все вопросы зрителей, но фильм так и не был снят.
С 28 августа 2017 года на «ТВ-3» выходит проект «Знаки судьбы», бессменной ведущей которого является исполнительница главной роли, актриса Александра Никифорова.
С 25 февраля по 11 марта 2019 года на канале «ТВ Центр» прошёл премьерный повтор первого сезона сериала. Серии выходили в эфир с понедельника по четверг в 15:05 и в 02:15.
С 9 марта 2020 года по 31 января 2021 года проходили съёмки 40-серийного второго сезона.
Премьерный показ первого блока второго сезона из 8 серий состоялся 7 ноября 2020 года с 14:30 до 22:00 на канале «ТВ Центр». Показ оставшихся 32-х серий второго сезона стартовал на канале «ТВ Центр» 24 марта 2021 года. Новые серии выходили в эфир с понедельника по четверг в 18:10. Заключительная серия второго сезона была показана 6 апреля 2021 года.

## Сюжет

### Первый сезон
В 1888 году в провинциальный город Затонск из Петербурга приезжает опытный сыщик Яков Штольман. Там он знакомится с местной девушкой Анной Мироновой, увлекающейся спиритизмом. Вместе им предстоит распутать множество таинственных дел.

### Второй сезон
1894 год. Прошло 5 лет после таинственной пропажи Якова Штольмана. Анна Миронова теряет свой дар медиума, но однажды сыщик и духи возвращаются, чтобы вновь противостоять загадочным преступлениям, охватившим Затонск.

## Персонажи

### В главных ролях
- Александра Никифорова — Анна Викторовна Миронова, медиум, помощник главного врача затонской больницы (2 сезон)
- Дмитрий Фрид — Яков Платонович Штольман, судебный следователь
- Сергей Друзьяк — Антон Андреевич Коробейников, молодой помощник Якова Штольмана, начальник сыскного отделения полиции (2 сезон)
- Борис Хвошнянский — Пётр Иванович Миронов, дядя Анны, брат Виктора, медиум
- Ирина Сидорова — Мария Тимофеевна Миронова, мать Анны, жена Виктора, колумнист газет «Дамский вестник» и «Затонский телеграф» (2 сезон)
- Андрей Рыклин — Виктор Иванович Миронов, отец Анны, брат Петра, муж Марии, адвокат
- Елена Полякова — Нина Аркадьевна Нежинская, бывшая возлюбленная Якова Штольмана
- Андрей Лукьянов — Александр Францович Милц, главный врач затонской больницы
- Николай Денисов — Николай Васильевич Трегубов, полицмейстер, начальник местного полицейского управления (2 сезон)
- Юрий Внуков — Алексей Егорович Ребушинский, главный редактор газеты «Затонский телеграф»
- Максим Радугин (2-й сезон) — Андрей Петрович Клюев, помещик, сосед Мироновых
- Юлия Такшина (2-й сезон) — Полина (Пелагея) Аникеева, хозяйка книжного магазина
- Никита Дювбанов (2-й сезон) — Иван Евгеньевич Скрябин, врач затонской больницы

### В ролях (1 сезон)
- Альгис Арлаускас — Кирилл Владимирович Разумовский, князь
- Юрий Ильин — Иван Кузьмич Артюхин, начальник полиции
- Галина Звягинцева — Элис Лоуренс
- Андрей Харыбин — Куницын
- Сергей Мезенцев — Гордон Браун, английский химик
- Наталья Батрак — Олимпиада Тимофеевна, тётушка Анны, сестра Марии Тимофеевны
- Артур Румынский — магистр
- Марина Кангелари — Ульяна Тихоновна Громова (фильм №1 «Дело утопленниц»)
- Василий Уриевский[10] — «Филин»
- Валерий Панков — Прохоров
- Игорь Трошин — Митяй, глухонемой
- Павел Хрулёв — Никита Белов, кулачный боец
- Сослан Фидаров — Фидар
- Владимир Малков — Головин, врач
- Максим Дахненко — Садковский, бывший поручик
- Владимир Пивоваров — Жан Лассаль
- Александр Коротков — шарманщик
- Ольга Сумская[11] — Софья Николаевна Елагина
- Владимир Кошевой — Морель
- Сергей Афанасьев — Валентин Григорьев
- Максим Иванов-Маренин — Николай Вершинин, студент
- Софья Ардова — Каролина
- Яна Чигир — Сусанна, горничная
- Дмитрий Мазуров — Викентий Андрианович Татаринов
- Анна Антоненко-Луконина — Антонина Марковна Бенцианова
- Валерий Шейман — полковник Варфоломеев, начальник охраны монаршей семьи
- Вячеслав Чепурченко — Киреев
- Иван Оранский — Егор Фомин
- Светлана Чуйкина — Фомина, мать Егора
- Сергей Карякин — Фомин, механик, отец Егора
- Дмитрий Куличков — Лукьян Кузьмич Привалов, купец
- Илья Соколовский — Тихон, кузнец
- Никита Лобанов — Иван Алексеевич Шумский, поручик
- Елена Медведева — Анастасия Потоцкая (мадам Лефлю), гадалка
- Сергей Тэсслер — Мишель, куафёр
- Валерия Бурдужа — Лидия Колчина
- Лада Чуровская — Евгения Львова
- Василий Стоноженко — пан Гроховский, польский шулер
- Прохор Чеховской — Збышек
- Ксения Щербакова — Мария Солоницына
- Олег Зима — Макар Севастьянович Елистратов («Седой», он же «Ласточка»), контрабандист
- Дмитрий Бурукин — «Рыжий», контрабандист
- Александр Фарбер — Георгий Ильич Клизубов, врач
- Клаудиа Бочар — Улла Томкуте
- Екатерина Виноградова — Глафира
- Алексей Князев — Константин Спиридонов
- Полина Федина — Виктория Спиридонова
- Владимир Тягичев — келарь
- Святослав Насташевский — Афанасий Андреевич Сушков
- Татьяна Клюкина — Сушкова
- Ольга Сухарева — Полина Воеводина
- Кирилл Иванченко — Матвей Никитич Кулагин / Андрей Никитич Кулагин
- Екатерина Крупенина — Вера Аристарховна Кулагина
- Анастасия Немец — Елена Николаевна Полонская
- Дмитрий Петрашевич — Алексей Гребнев, сын Полонской
- Андрис Лиелайс — Тропинин, драматург
- Юлия Юрченко — Ольга Александровна, актриса
- Алексей Вакулов — Антон Павлович Чехов
- Александр Барановский — Сергей Серебряков, унтер
- Сергей Холмогоров — отец Фёдор
- Виталий Бордачёв — Кудеяр
- Дмитрий Бедарев — Илья Петрович Уваков
- Александр Зуев — Игнатий Петрович Кулешов (фильм №1 «Дело утопленниц»)
- Марина Маняхина — Татьяна Сергеевна Кулешова (фильм №1 «Дело утопленниц»)
- Роман Кириллов — «Жорж» (Христофор Захарович), портной
- Валерий Громовиков — Хватов, цирюльник
- Владимир Шульга — «Ферзь», игрок, карточный шулер
- Лариса Домаскина — Дарья
- Виктория Малекторович — Екатерина фон Ромфель
- Антон Батырев — Михаил
- Павел Кузьмин — Павел, преподаватель математики
- Иван Егоров — Ваня
- Михаил Клименюк — Жук, филёр, служит Штольману
- Александр Дубина — Франт, филёр, служит Штольману
- Вадим Померанцев — Птицын
- Елена Доронина — Тамара
- Алексей Шаранин — портье
- Андрей Тубелис — лодочник
- Иван Власов — дед-крестьянин
- Михаил Гаврилов — Алмазов
- Сергей Стегайлов — Григорий, управляющий
- Дарья Петрова — Александра Григорьевна, дочь управляющего Григория
- Пётр Грезев — диакон Илларион
- Анастасия Шемякина — Любовь
- Эльмира Мирэль — Серебрякова
- Игорь Фурманюк — Закревский
- Максим Фролов — помощник магистра
- Игорь Фурманюк — Закревский
- Жанетта Гурская — Диана
- Данила Лебедев — Жиляев
- Антон Климов — кучер князя
- Александр Захарьев — Скамейкин
- Александр Власов — Ухоносов
- Павел Дорофеев — Филюрин
- Александр Кудринский — Тимофей
- Валерий Новиков — Иннокентий Михайлович Персианов, прокурор
- Дмитрий Попов — Леонид Алексеевич Изварин, судебный следователь
- Николай Глебов — Воеводин
- Алексей Павлов — Асмолов
- Анна Потебня — Татьяна
- Вадим Борисов — Анненков, профессор
- Андрей Вальвач — Обручев, профессор математики
- Сергей Калашников — Куликов, доцент
- Марина Богатова — Алексеева
- Евгения Гришина — Поднозова
- Екатерина Воротникова — Василина
- Наталия Санько — Иванова-Сокольская
- Павел Галич — Курносов
- Илья Ждаников — Терентьев
- Артём Мельничук — Иван Савельич Засокин
- Наталья Шишова — сиделка Элис Лоуренс
- Дмитрий Гудочкин — Кожин, поручик
- Олег Шапков — Алексей Михайлович Тимохин, купец
- Игорь Коровин — отец Артемий
- Владимир Роганов — Ольгерд
- Евгений Щелкалин — Анджей, брат Ольгерда
- Андрей Арзяева — Солоницын
- Александр Кульков — Игнатов
- Денис Яковлев — Семёнов, учитель словесности
- Владимир Майсурадзе — Мазаев, художник
- Милена Кучеренко — Анна Миронова в детстве
- Владимир Евграшин — городовой

### В ролях (2 сезон)
| Актёр                | Роль                                              |
| -------------------- | ------------------------------------------------- |
| Анна Варпаховская    | Наталья Павловна фон Берг, баронесса              |
| Анастасия Дворянская | Анастасия Самсонова                               |
| Елена Морозова       | Серафима Лыскова, кухарка                         |
| Татьяна Чердынцева   | Капитолина Кондратьева, горничная                 |
| Владимир Карпук      | Тимохин, городовой                                |
| Алексей Лосихин      | Доницетти                                         |
| Андрей Тартаков      | Афанасий Никитич Свиридов, профессор медицины     |
| Николай Аверюшкин    | Соломон Яковлевич Лурье, аптекарь                 |
| Евгений Бакалов      | Валентин Викторович Митрофанов, директор гимназии |
| Игорь Иванов         | шпик                                              |
| Иван Верховых        | Альфред Глюк, глазопротезист                      |
| Дмитрий Гройсман     | Тобольцев, служащий почты                         |
| Александр Стефанцов  | Иван Христофорович Вольпин                        |
| Янина Мелехова       | Мария Шуматова, черемисина                        |
| Аля Никулина         | Аксинья Шуматова, черемисина                      |
| Людмила Татарова     | Ольга Матвеевна Вернер                            |
| Лев Малишава         | Иосиф Винер                                       |
| Вячеслав Колядин     | Владимир Ильич Ульянов                            |

## Список сезонов
| Сезон | Сезон | Серии | Период трансляции             |
| ----- | ----- | ----- | ----------------------------- |
|       | 1     | 56    | 7 ноября — 22 декабря 2016    |
|       | 2     | 40    | 7 ноября 2020 — 6 апреля 2021 |

## Эпизоды

### Сезон 1
| № | Название                  | Режиссёр                                          | Сценарий                                             | Дата премьеры   |
| --- | ------------------------- | ------------------------------------------------- | ---------------------------------------------------- | --------------- |
| 12 | «Дело утопленниц»         | Денис Карро                                       | Юлия Венгловская                                     | 7 ноября 2016   |
| 1888 год. В провинциальном Затонске живёт Анна Миронова — девушка, совсем не похожая на своих сверстниц из дворянских семей, которые уже к двадцати годам выходят замуж и занимаются только домом. Она наделена острым умом и живым характером. Общаясь со своим дядей, медиумом, Анна начинает понимать, какие странности происходили с нею в детстве. |                           |                                                   |                                                      |                 |
| 34 | «Князь тьмы»              | Артур Румынский                                   | Юлия Венгловская, Алексей Колмогоров, Сергей Голубев | 8 ноября 2016   |
| Три девочки-гимназистки собираются в заброшенном доме, чтобы вызвать дьявола. Во время страшного сеанса происходит необъяснимое убийство. Отец Анны, адвокат Виктор Миронов, приглашён на процесс отцом одной из девочек. Анна, понимая, что может увидеть то, что не дано другим, убеждает отца взять её с собой.                                      |                           |                                                   |                                                      |                 |
| 56 | «Сметень»                 | Виталий Бордачёв                                  | Лидия Гашнева, Алексей Колмогоров, Виталий Бордачёв  | 9 ноября 2016   |
| В роще на окраине Затонска найдена повешенной девушка. Штольман сразу понимает, что совершено преступление и девушка убита. Расследование приводит сыщика туда, где проходят кулачные бои и делаются большие ставки. Там же оказывается и Анна, которая уже знает об этом деле чуть больше.                                                             |                           |                                                   |                                                      |                 |
| 78 | «Сатисфакция»             | Феликс Герчиков                                   | Сергей Голубев                                       | 10 ноября 2016  |
| Отец Анны получает странное послание. На фотокарточке, сделанной во время русско-турецкой кампании, отмечен он сам и трое его сослуживцев. Один из них — отставной поручик Набокин, получивший такое же фото, убит этой ночью. Анна приходит к Штольману за помощью.                                                                                    |                           |                                                   |                                                      |                 |
| 910 | «Семейные ценности»       | Феликс Герчиков                                   | Павел Ким                                            | 14 ноября 2016  |
| Приезжий студент найден убитым в лесу, принадлежащем семейству Елагиных. Дух его является Анне, призывая раскрыть тайну его смерти. Штольман выясняет, что студент приехал в город, чтобы убить младшего Елагина. Его послал некто Морель, главарь тайной секты наёмных убийц. Но кто же убил студента?                                                 |                           |                                                   |                                                      |                 |
| 1112 | «Месть»                   | Евгений Семёнов                                   | Лидия Гашнева                                        | 15 ноября 2016  |
| В меблированных комнатах зарезана Женя — молодая проститутка из борделя. Один из богатейших купцов Затонска встречался с нею тайно; бедный студент, влюблённый в неё, мог убить её из ревности. Трагедия девушки производит на Анну глубокое впечатление и приводит к конфликту со Штольманом.                                                          |                           |                                                   |                                                      |                 |
| 1314 | «Бескровная жертва»       | Евгений Семёнов                                   | Алексей Колмогоров                                   | 16 ноября 2016  |
| Найдено обескровленное тело девушки. Убийство похоже на ритуальное. Всё началось с возвращения баронессы Екатерины фон Ромфель из Австро-Венгрии, из тех мест, где 200 лет назад графиня Батори убивала девушек и купалась в их крови. Анна и 16-летняя дочь баронессы переживают серию приключений в стиле готического романа.                         |                           |                                                   |                                                      |                 |
| 1516 | «Тайна синей тетради»     | Феликс Герчиков                                   | Алексей Колмогоров                                   | 17 ноября 2016  |
| Убита старая гувернантка Курочкина. Анна случайно находит тело, а рядом с ним — тетрадь со странными стихами. Вскоре Анна и Штольман выясняют, что это дневник английской девочки Элис, которая исчезла 7 лет назад. Анна и Штольман узнают, что стихи — это зашифрованные шпионские донесения.                                                         |                           |                                                   |                                                      |                 |
| 1718 | «Ночной гость»            | Феликс Герчиков                                   | Мария Кретинина, Павел Ким                           | 21 ноября 2016  |
| В доме богатой старухи Бенциановой находят убитой жену её племянника. Штольман узнаёт, что Бенцианова верит, будто к ней по ночам приходит её давно погибший сын. Анна понимает, что к женщине приходит кто-то живой, выдающий себя за погибшего. Но с какой целью?                                                                                     |                           |                                                   |                                                      |                 |
| 1920 | «Сицилианская защита»     | Артур Румынский                                   | Алексей Колмогоров                                   | 22 ноября 2016  |
| Анну преследует призрачный человек, играющий с ней в шахматы. Тем временем в полицейском участке за решёткой погибает карточный шулер Ферзь, с которым Штольман ночью играл в шахматы. Подозрения падают на самого сыщика. Анна понимает, что теперь она не только может помочь Штольману раскрыть преступление, но и спасти его самого от тюрьмы.      |                           |                                                   |                                                      |                 |
| 2122 | «Реинкарнация»            | Артур Румынский                                   | Мария Кретинина                                      | 23 ноября 2016  |
| Тело купца Епифанова, пропавшего год назад, находят в овраге. В это время 15-летний подросток, никогда не знавший при жизни купца, начинает вести себя так, будто в него вселился дух умершего. Мальчик, которому не верит никто, кроме Анны, ведёт её и Штольмана по следам старого преступления.                                                      |                           |                                                   |                                                      |                 |
| 2324 | «Инженер»                 | Виталий Бордачёв                                  | Алексей Колмогоров                                   | 24 ноября 2016  |
| В Затонск с секретной миссией прибывает молодой инженер. Он знакомится с Анной, которая помогает ему с переводами, не догадываясь об истинной цели визита инженера в её город. Штольман понимает, что в Затонске появились иностранные шпионы, и Анна оказалась вовлечённой в очень опасную игру.                                                       |                           |                                                   |                                                      |                 |
| 2526 | «Затонский оборотень»     | Артур Румынский                                   | Артур Румынский                                      | 28 ноября 2016  |
| Серию зверских убийств приписывают оборотню, который, по легенде, обитает в Затонских лесах и мстит за свою погибшую невесту. Штольман уверен, что за этими преступлениями стоит человек. Анна, в свою очередь, понимает, что разгадка вновь лежит между миром живых и мёртвых.                                                                         |                           |                                                   |                                                      |                 |
| 2728 | «Куафёр»                  | Артур Румынский                                   | Камиль Закиров, Алексей Колмогоров                   | 29 ноября 2016  |
| В Затонске происходит серия странных смертей вроде бы от естественных причин, но отчего-то все умирающие уверены, что их прокляли. Выясняется, что все они каким-то образом связаны между собой. В число подозреваемых попадает молодой офицер, друг детства Анны, влюблённый в неё.                                                                    |                           |                                                   |                                                      |                 |
| 2930 | «Два офицера»             | Сергей Мезенцев                                   | Алексей Колмогоров                                   | 30 ноября 2016  |
| Тайное венчание в церкви. Невеста ждёт жениха, и вот он появляется, подходит к алтарю, но оказывается, что это незнакомый невесте офицер. А её жених тем временем обнаружен мёртвым в гостинице. Анна и Штольман пытаются разгадать тайну любви и смерти двух молодых офицеров.                                                                         |                           |                                                   |                                                      |                 |
| 3132 | «Игра»                    | Сергей Мезенцев                                   | Алексей Колмогоров                                   | 1 декабря 2016  |
| Убит приезжий поляк. Штольман находит у него в кармане карту Дамы пик и понимает, что это послание предназначено ему. Так петербургское прошлое настигает Штольмана в Затонске и подвергает опасности не только его, но и Анну. |                           |                                                   |                                                      |                 |
| 3334 | «Пасьянс Коломбины»       | Артур Румынский                                   | Евгений Семёнов, Павел Ким                           | 5 декабря 2016  |
| Купец, устроивший маскарад в честь своего юбилея, найден мёртвым в самый разгар праздника. Таинственная дама в костюме Коломбины вилась вокруг купца весь вечер. Кажется даже, что Коломбин было несколько. Анна и Штольман решают уравнение с тремя неизвестными... Коломбинами.                                                                       |                           |                                                   |                                                      |                 |
| 3536 | «Врачебная тайна»         | Сергей Мезенцев                                   | Павел Ким                                            | 6 декабря 2016  |
| Доктора Милца обвиняют в необъяснимой смерти его пациентки. Впрочем, оказывается, что та увлекалась не только традиционной медициной, но и всевозможными оккультными и духовными практиками. Анне и Штольману предстоит понять, кто из окружавших богатую даму целителей виновен в её смерти.                                                           |                           |                                                   |                                                      |                 |
| 3738 | «Фотограф»                | Артур Румынский                                   | Алексей Колмогоров                                   | 7 декабря 2016  |
| В Затонске убивают фотографа, якобы делающего спиритическое фото клиентов с их умершими родственниками. Анна разоблачает шарлатана. В то же время Штольман устанавливает связь между убийством фотографа и загадочной гибелью молодой помещицы. |                           |                                                   |                                                      |                 |
| 3940 | «Демиург»                 | Денис Карро                                       | Алексей Колмогоров                                   | 8 декабря 2016  |
| В Затонск для участия в спиритическом сеансе Анны приезжают трое математиков. Двое из них погибают от рук таинственного маньяка, именующего себя Демиургом. Вскоре маньяк начинает преследовать саму Анну, считая её воплощением зла. |                           |                                                   |                                                      |                 |
| 4142 | «Шальная пуля»            | Денис Карро                                       | Мария Кретинина, Алексей Колмогоров                  | 12 декабря 2016 |
| Тяжело ранен почтовый служащий. Кажется, он попал на улице под случайный выстрел и умирает в больнице. Но, занимаясь этим якобы несчастным случаем, Анна и Штольман раскрывают многоходовую аферу, игру преступных умов и корыстных интересов. |                           |                                                   |                                                      |                 |
| 4344 | «Каторжник и прокурор»    | Виталий Бордачёв                                  | Лидия Гашнева, Алексей Колмогоров, Виталий Бордачёв  | 13 декабря 2016 |
| Каторжник бежит из Сибири, чтобы уличить прокурора Затонска в несправедливом приговоре. Его единственная надежда — это Штольман, который проведёт новое расследование и установит истину. Но так ли невиновен каторжник? |                           |                                                   |                                                      |                 |
| 4546 | «Конфидент»               | Денис Карро                                       | Павел Ким, Алексей Колмогоров                        | 14 декабря 2016 |
| Убита мадам де Бо — сутенёр в юбке, пристраивающая девушек в дома к богатым клиентам. А всё потому, что одна из её подопечных, таинственная Ульяна, сводит мужчин с ума и сталкивает их лбами. Анна и Штольман расследует дело о непреодолимой страсти.                                                                                                 |                           |                                                   |                                                      |                 |
| 4748 | «Драма»                   | Алексей Колмогоров                                | Алексей Колмогоров                                   | 15 декабря 2016 |
| Молодой драматург убит в собственном поместье после представления своей пьесы. Анна и Штольман должны раскрыть это преступление в течение суток. Среди свидетелей происшествия — писатель Антон Чехов. Вероятно, именно этот случай и вдохновит Антона Павловича впоследствии на сочинение пьесы «Чайка».                                               |                           |                                                   |                                                      |                 |
| 4950 | «Благоразумный разбойник» | Виталий Бордачёв                                  | Елена Акульшина, Юрий Морозов                        | 19 декабря 2016 |
| Найдена икона, которая, по легенде, способна указать место клада разбойника Кудеяра. Цепь смертей следует за этой находкой. Затонск замирает в ожидании лихорадки кладоискательства. Анна и Штольман ищут разгадку тайны клада, тем временем жизнь одного из них подвергается большой опасности.                                                        |                           |                                                   |                                                      |                 |
| 5152 | «Адепты»                  | Денис Карро, Виталий Бордачёв                     | Павел Ким, Алексей Колмогоров                        | 20 декабря 2016 |
| В Затонске кто-то убивает нищих, на первый взгляд — бесцельно, просто ради развлечения. Пытаясь узнать, кто стоит за этими преступлениями, Анна переодевается нищенкой. По её следам пускается Штольман. Вместе они выходят на убийц, а также на след пропавшей Элис Лоуренс.                                                                           |                           |                                                   |                                                      |                 |
| 5354 | «Князь»                   | Виталий Бордачёв, Денис Карро, Алексей Колмогоров | Алексей Колмогоров                                   | 21 декабря 2016 |
| Убит князь. Под подозрением почти все, в том числе и Штольман. Анна вызывает дух покойного и пытается разгадать тайну его гибели, а Штольман разгадывает загадку английского учёного Брауна. Прибывший из Петербурга чиновник с особыми полномочиями заводит дело о шпионском заговоре в Затонске.                                                      |                           |                                                   |                                                      |                 |
| 5556 | «Штольман»                | Виталий Бордачёв, Денис Карро, Алексей Колмогоров | Алексей Колмогоров                                   | 22 декабря 2016 |
| Убийство князя повлекло за собой череду драматических событий. В Затонске больше не на кого положиться — привычная жизнь переворачивается с ног на голову и под подозрением оказываются благороднейшие из людей. Смогут ли Штольман с Анной выстоять против самого большого испытания в их жизни?                                                       |                           |                                                   |                                                      |                 |

### Сезон 2
| № | Название              | Режиссёр         | Сценарий                                                   | Дата премьеры |
| --- | --------------------- | ---------------- | ---------------------------------------------------------- | ------------- |
| 1-2 (57-58) | «Лёд»                 | Денис Елеонский  | Анна Рулевская                                             | 7 ноября 2020 |
| 1894 год. Провинциальный Затонск словно погружён в дремоту — уже пять лет здесь ничего не происходит. Анна Миронова утратила дар общения с духами. Она пытается жить обычной жизнью, вот только уговорить её выйти замуж у родителей пока не получается. Однако этот безмятежный, почти идеальный мир скоро исчезнет без следа. Само Зло опускается на город, и, чтобы противостоять ему, надо разгадать причину его появления. Но сначала в городе появится тот, о ком почти все здесь забыли. Яков Платонович Штольман уже подъезжает к Затонску. Ему придётся многое рассказать — и, увы, до поры до времени о многом молчать. |                       |                  |                                                            |               |
| 3-4 (59-60) | «Девушка в белом»     | Денис Елеонский  | Алексей Колмогоров                                         | 7 ноября 2020 |
| Красавицу Анфису Лужину находят застреленной в парке неподалёку от усадьбы Мироновых. Она служила горничной у нового соседа Мироновых — владельца бывшего дома князя Разумовского. Господин Клюев — человек с необычным прошлым. Имеют ли отношение скелеты в его шкафу к смерти девушки? Анна снова видит духов. Они помогают ей раскрывать преступления. Но кто даст ответ на вопрос, который волнует её больше всего? Что случилось с тем, кого она любила, и почему он молчит? |                       |                  |                                                            |               |
| 5-6 (61-62) | «Мумия»               | Денис Елеонский  | Анна Рулевская                                             | 7 ноября 2020 |
| Молодой наследник эксцентричного затонского помещика Аристархова распродаёт на аукционе его коллекцию египетских древностей. Самый ценный лот — мумия жреца Анубиса, которую собирается купить известный египтолог Голенищев. Во время торгов Анну посещает страшное видение. Коробейников рад: возвращаются старые времена, они снова втроём идут по следу злодеев! Но для Анны и Штольмана многое изменилось. |                       |                  |                                                            |               |
| 7-8 (63-64) | «Записки врача»       | Денис Елеонский  | Елена Вахрушева                                            | 7 ноября 2020 |
| К Анне обращается мать погибшего год назад молодого врача Ивана Глебова. Сын является ей во сне и явно хочет сообщить что-то важное. Дух доктора объясняется загадками, а его мать спустя несколько часов находят мёртвой в овраге. Анна узнаёт, что Яков Платонович бывает у таинственной женщины в вуали, недавно появившейся в городе. |                       |                  |                                                            |               |
| 9-10 (65-66) | «Колыбельная»         | Денис Елеонский  | Елена Вахрушева                                            | 24 марта 2021 |
| К Анне обращается купец Овчинников, недавно купивший в Затонске дом с дурной славой — два его предыдущих владельца умерли. Анна полагает, что причин для беспокойства нет, ведь смерть обоих была совершенно естественной. Она прописывает Овчинникову снотворное, а на следующий день купца находят мёртвым в его постели. Расследуя это непростое дело, Штольман получает тяжёлое ранение. В бреду он проговаривается Анне о том, что хотел бы скрыть. |                       |                  |                                                            |               |
| 11-12 (67-68) | «Прекрасная цыганка»  | Анарио Мамедов   | Алексей Колмогоров, Екатерина Пачикова                     | 24 марта 2021 |
| Праздник в поместье богатого помещика Филимонова неожиданно оборачивается трагедией. Во время фейерверка в присутствии множества гостей застрелена молодая жена управляющего, цыганка Надежда. Хозяин просит Анну задержаться в поместье, чтобы раскрыть преступление. Прибывший в дом Филимоновых для расследования Штольман обнаруживает, что Анна гостит там в компании Клюева. |                       |                  |                                                            |               |
| 13-14 (69-70) | «Неравный брак»       | Анарио Мамедов   | Карен Газарян                                              | 25 марта 2021 |
| Жених Марфы Муромовой найден задушенным в доме её родителей, а сама девушка исчезла. Подозрение падает на сына татарского коневода Арслана-Али, уже давно влюблённого в Марфу. Все уверены в его виновности, но Анна думает иначе. Штольману удаётся найти ключ к разгадке истории любви и предательства, но его собственная тайна тяжёлым грузом лежит на сердце. |                       |                  |                                                            |               |
| 15-16 (71-72) | «Иллюзионист»         | Денис Елеонский  | Анна Рулевская                                             | 25 марта 2021 |
| Затонск взбудоражен приездом знаменитого итальянского медиума Доницетти, который обладает даром материализации духов. Во время его выступления, публике является дух Ольги Захаровой, погибшей две недели назад из-за несчастного случая. Она обвиняет мужа в своей смерти, и полиция вынуждена заново расследовать уже закрытое дело. Штольман становится свидетелем скандала в семействе Мироновых. Он задерживается в доме, чтобы утешить Анну. В откровенном разговоре он отвечает на несколько вопросов о том, что случилось пять лет назад.                                                                                 |                       |                  |                                                            |               |
| 17-18 (73-74) | «Сердца четырёх»      | Денис Елеонский  | Екатерина Пачикова                                         | 29 марта 2021 |
| Найдено тело молодой женщины Юлии Поляковой. Всё указывает на то, что она покончила с собой, приняв стрихнин. Однако её подруга Ксения не верит в самоубийство и обращается к Анне Мироновой за помощью. В это же время из города при загадочных обстоятельствах исчезает профессор медицины Свиридов. Яков Платонович приглашает Анну на романтическую прогулку, которая заканчивается весьма неожиданно. |                       |                  |                                                            |               |
| 19-20 (75-76) | «Пять специй»         | Денис Елеонский  | Алексей Тимошкин                                           | 29 марта 2021 |
| По приказу полиции Санкт-Петербурга задержан дядя Анны Пётр Миронов. Его обвиняют в тяжком преступлении, совершённом год назад. Штольман обещает Анне спасти Петра Ивановича. Пока полиция Затонска бодается со столичной, Анна пытается допросить дух предполагаемой жертвы. |                       |                  |                                                            |               |
| 21-22 (77-78) | «Последняя жертва»    | Андрей Мармонтов | Анна Рулевская                                             | 30 марта 2021 |
| В витрине кондитерской обнаружен мёртвым молодой нищий по прозвищу Лука-хромоножка. Спустя несколько часов в городе случается ещё одно несчастье. За сутки Штольману предстоит разгадать цепочку загадочных смертей, чтобы спасти жизнь близкого ему человека. |                       |                  |                                                            |               |
| 23-24 (79-80) | «Вурдалак»            | Андрей Мармонтов | Анна Рулевская                                             | 30 марта 2021 |
| На уездном балу помещик Гудков рассказывает Штольману страшную историю о вурдалаках. В ту же ночь один из покойников встаёт и уходит из мертвецкой, до́ смерти напугав санитара. А полиция начинает расследование внезапной гибели молодой горничной-француженки, служившей в доме графини Елеонской. Тем временем, в город приезжает доктор Ланге, от которого Анна узнаёт невероятную новость. |                       |                  |                                                            |               |
| 25-26 (81-82) | «Живой труп»          | Виталий Бордачев | Екатерина Пачикова                                         | 31 марта 2021 |
| Графиня Горина не верит в самоубийство брата и требует повторного расследования, которое преподносит Штольману и Коробейникову сюрприз — вместо брата Гориной действительно похоронили другого человека. Анна с помощью духов распутывает эту головоломку. Штольман получает вызов на дуэль и едет улаживать дела в Петербург. |                       |                  |                                                            |               |
| 27-28 (83-84) | «Баккара»             | Виталий Бордачев | Карен Газарян                                              | 31 марта 2021 |
| На постоялом дворе найдены убитыми три морских офицера, приехавших в Затонск для очередной карточной игры. Любой из них мог стать зачинщиком кровавой драки. Яков Платонович подозревает, что эти офицеры могли иметь отношение к недавнему убийству адмирала в Петербурге. Анна вынуждена заключить сделку с духом одного из офицеров — он прольёт свет на тройное убийство, если Анна окажет ему услугу. |                       |                  |                                                            |               |
| 29-30 (85-86) | «Охота на лису»       | Денис Елеонский  | Алексей Юдин                                               | 1 апреля 2021 |
| Во время охоты на лис в своём имении застрелен старый князь Мещерский. Следствие быстро устанавливает, что выстрел не был случайным. Завещание князя ещё сильнее запутывает дело, расширяя круг подозреваемых. Дух Мещерского преследует Анну, но его требование кажется абсурдным. У Анны есть важное сообщение для Штольмана — однако он хочет поговорить с ней совсем о другом. |                       |                  |                                                            |               |
| 31-32 (87-88) | «Всадник без головы»  | Денис Елеонский  | Елена Вахрушева                                            | 1 апреля 2021 |
| На месте бывшего языческого капища находят голову приезжего этнографа Кузьмина, писавшего книгу о черемисах. Полиция не сомневается в том, что ритуальное убийство — дело их рук. Но дух учёного просит Анну защитить невинных. Пока Штольман идёт по следу хитрого и опасного преступника, Анна решается на немыслимую перемену в своей судьбе, которая, как она надеется, даст ей покой. |                       |                  |                                                            |               |
| 33-34 (89-90) | «Другая женщина»      | Виталий Бордачев | Екатерина Пачикова                                         | 5 апреля 2021 |
| Жена недавно приехавшего в Затонск фотографа Тимофеева сгорает заживо в его мастерской. На пожарище находят ещё один обгоревший труп. Значит, в момент гибели госпожа Тимофеева была не одна? Но кто и зачем приходил к ней в отсутствие мужа? И главное — почему жертвы не выбежали из мастерской, хотя дверь была открыта? Пытаясь спасти Анну, Штольман сажает её под домашний арест. Он больше не в силах хранить свою тайну — Анна наконец узнаёт всё. |                       |                  |                                                            |               |
| 35-36 (91-92) | «Изобретатель смерти» | Виталий Бордачев | Иван Любенко                                               | 5 апреля 2021 |
| Бывший прокурор Вернер убит в своём доме в запертой изнутри комнате. Штольман и Коробейников подозревают, что убийца — тот самый, за которым уже давно охотится полиция. Последующие события подтверждают их догадку. Анна делает непростой выбор. А в прошлом Трегубова обнаруживаются интригующие обстоятельства. |                       |                  |                                                            |               |
| 37-38 (93-94) | «Талисман Робеспьера» | Денис Елеонский  | Иван Любенко (автор идеи), Анна Рулевская (автор сценария) | 6 апреля 2021 |
| Вынеся приговор обвиняемому, почтенный судья Кудрявцев вдруг выхватывает револьвер и стреляется прямо в зале суда. В его кармане находят старинную табакерку, которая затем таинственным образом исчезает из его дома. Анна уверена, что самоубийство судьи связано именно с ней. Неожиданное признание духа разворачивает главное расследование Якова Платоновича на сто восемьдесят градусов. |                       |                  |                                                            |               |
| 39-40 (95-96) | «Абракадабра»         | Денис Елеонский  | Анна Рулевская                                             | 6 апреля 2021 |
| В убийстве молодой поэтессы Ольшанской подозревается её бывший возлюбленный Винер. Он имел возможность и мотив для убийства. Но Винер утверждает, что есть свидетель, который может доказать его невиновность. Штольман и Анна на пороге больших перемен. |                       |                  |                                                            |               |

## Производство телесериала
- Идею проекта принесла на экзамен высших режиссёрских курсов при ВГИКе студентка Юлия Венгловская, это была её курсовая работа, где проект заметил главный автор телесериала Алексей Колмогоров.
- Съёмки пилотной серии проекта состоялись в 2014 году[12].
- Съёмки первого сезона телесериала проходили с 8 декабря 2015 года по 10 декабря 2016 года.
- Костюмы для проекта создавались с учётом особенностей моды конца XIX века. Над ними трудилась Наталия Стыцюк, работавшая художником по костюмам на популярном телесериале «Бедная Настя» и завоевавшая «Золотого орла» за фильм «Адмиралъ»[13].
- Прототипом для картины послужил английский телесериал «Улица потрошителя», только там действие происходит в Лондоне 1889 года, а в «Анне-детективъ» — в Затонске 1888 года[14].
- Прототип главной героини — русская дворянка, религиозный философ, оккультист и спиритуалист Елена Блаватская. Во второй половине XIX века она основала Теософское общество и объявила себя избранницей некоего «великого духовного начала». Многие современники считали её ясновидящей[15].
- Съёмки телесериала проходят в подмосковном музее-заповеднике «Горки Ленинские», где выстроен целый киногородок с улицами, торговыми лавками, особняками и полицейским участком[16].
- В сериале можно увидеть все модные тенденции, господствовавшие в России в конце XIX века. Тогда дамы и даже мужчины непременно носили корсеты, в светском обществе изучали французский язык и как раз из Франции пришло к нам новомодное увлечение спиритизмом[17].
- Звуки окружающей природы в сериале подлинные — создатели писали чистый звук, без фонограммы. Так что гогот гусей, стук колёс телеги, топот копыт лошадей — всё это записывалось прямо на съёмочной площадке[18].
- Сюжет новеллы «Два офицера» (серии 29-30) частично повторяет содержание повести Александра Сергеевича Пушкина «Метель».
- В новелле «Драма» (серии 47-48) появляется писатель Антон Павлович Чехов в исполнении актёра Алексея Вакулова, который якобы написал свою «Чайку» именно с того, что увидел в Затонске[19].
- В новелле «Мумия» (серии 61-62) появляется известный египтолог Владимир Семёнович Голенищев в исполнении актёра Валерия Толкова.
- События в новелле «Всадник без головы» (серия 87-88) разворачиваются вокруг реально существовавшей марийской религиозной организации «Кугу сорта».
- В новелле «Абракадабра» (серии 95-96) появляется молодой адвокат Владимир Ульянов в исполнении актёра Вячеслава Колядина.

## Награды и номинации
В 2016 году:
- Проект вошёл в ТОП лучших российских телесериалов 2016 года, по мнению теле- и кинокритиков (kino-teatr.ru)[20]

В 2017 году:
- Профессиональный приз Ассоциации продюсеров кино и телевидения в области телевизионного кино как «Лучший телевизионный сериал (более 24 серий)»[21]
- Наталия Стыцюк стала финалистом Профессионального приза Ассоциации продюсеров кино и телевидения в области телевизионного кино в номинации «Лучшая работа художника по костюмам»[22]
- Телесериал получил 2 награды за первое место на V конкурсе «МедиаБренд» в номинациях: «Лучшая внеэфирная промокампания (принт/аутдор)» и «Лучшее интернет-продвижение»[23]
- Сериал получил «серебро» на V конкурсе «МедиаБренд» в номинации «Лучшая комплексная промокампания»
- Телесериал стал финалистом V конкурса «МедиаБренд» в номинации «Лучший принт»[24]
- Актриса Александра Никифорова стала обладательницей XII Международной премии Seoul International Drama Awards в номинации «Лучшая актриса в драматическом сериале»[25]
- Сериал вошёл в шорт-лист XII Международной премии Seoul International Drama Awards в номинации «Лучший драматический сериал»
- Телесериал стал участником премии «ТЭФИ 2017» в номинации «Телевизионный фильм/сериал»[26]
- Виталий Бордачёв, Дарья Легони-Фиалко, Екатерина Андриенко, Влад Ряшин стали участниками премии «ТЭФИ 2017» в номинации «Телевизионный продюсер сезона»[27]
- Александра Никифорова стала участницей премии «ТЭФИ 2017» в номинации «Лучшая актриса телевизионного фильма/сериала»[28]
- Дмитрий Фрид стал участником премии «ТЭФИ 2017» в номинации «Лучший актёр телевизионного фильма/сериала»[29]
- Телесериал вошёл в лонг-лист премии «Золотой орёл 2017» в номинации «Лучший телевизионный сериал (более 10 серий)»
- Александра Никифорова вошла в лонг-лист премии «Золотой орёл 2017» в номинации «Лучшая женская роль на телевидении»
- Дмитрий Фрид вошёл в лонг-лист премии «Золотой орёл 2017» в номинации «Лучшая мужская роль на телевидении»[30]

В 2019 году:
- Сериал вошёл в список лучших сериалов мистического жанра, представленных на интернет-портале Amazon Prime (по мнению обозревателя сайта Thrillist Entertainment)[31]

## Рейтинг сериала в России
Сериал успешно стартовал в эфире телеканала «ТВ-3». По данным компании «TNS Россия», доля российских зрителей, посмотревших первые 2 серии, составила 7,4 % в аудитории «Женщины, 25—59». Эти данные вывели канал «ТВ-3» на 4-е место в прайме («19:29—21:18») по женской аудитории, оставив позади СТС, ТНТ и НТВ.
По первым результатам доля телесериала составляет примерно 10-11 %, в то время как общая доля телеканала «ТВ-3» — 3,7 %. Это говорит о том, что каждый пятый человек в стране смотрел премьерные серии[почему?].
Премьерный повторный показ первого сезона сериала успешно прошёл в эфире канала «ТВ Центр». По данным исследовательской компании Mediascope, за 23 дня показа средняя доля аудитории проекта составила 4,3 % при доле канала 3,2 %.

## Мнения о сериале
Сериал получил неоднозначные оценки телекритиков и журналистов.
- Вера Цветкова, «Независимая газета»:

На мой взгляд, после успешной «Башни» (первый российский мистический сериал, в нём ещё снялись Игорь Костолевский и Чулпан Хаматова, шёл на «ТВ-3» шесть лет назад) такого качественного и интересного сериала там не было
- Woman.ru:

Анна Миронова — настоящая современная героиня, которая опережает окружающую её моду и всегда делает лишь то, что сама считает нужным. Право на ношение брюк и собственное мнение женщины продолжают доказывать даже много лет спустя — от того история молодой решительной героини становится такой понятной
- Алина Бавина, «Вокруг ТВ»:

Вообще намешано, конечно, много всего. Но сделано это в таких правильных дозах, что комар носа не подточит. В итоге получается вкусное зрелище. Тут вам и интрига, и любовь, и другая эпоха, и сильный детектив
- Глеб Губарев, «Комсомольская правда»:

Отсутствие суперзвёзд в главных ролях в какой-то степени тоже работает на скорейшее погружение в детективные страсти XIX века, от которых могли бы отвлечь примелькавшиеся благодаря другим фильмам лица
- Алексей Еньшин, Weburg.net:

Сериал рассчитан на аудиторию преимущественно женскую: убийства тут не кровавые, никто полуразложившейся берцовой костью в экран не тычет, призраки не страшные, женская половина сериального населения регулярно меняет наряды и так же регулярно страдает от эмоциональной скупости мужской половины
- Евгений Ткачёв, Кино-театр.ру:

Противно слушать топорные диалоги, следить за прямолинейными характерами персонажей, неизысканными сюжетными поворотами и кондово переосмысленной интригой из мировой готической литературы
- Андрей Олегович Большаков, доктор исторических наук, заведующий Сектором Древнего Востока Отдела Востока Государственного Эрмитажа:Древнего человека и без того понять очень непросто, а намеренно перенося его в чуждые ему контексты, мы ещё больше сокращаем поле нашего с ним взаимодействия. Вот и бегают по киноэкранам мумии с развевающимися пеленами, каждая хуже предыдущей, – а что им ещё остаётся делать, если мы так над ними издеваемся? Плохо и то, что в результате не имеющий отношения к египтологии посетитель музея представляет себе мумию an sich именно распелёнатой. Отличная современная иллюстрация этого взгляда – пятая и шестая серии второго сезона сериала «Анна детективъ» (2016), где Владимир Семёнович Голенищев, купивший на аукционе мумию, тут же, «впав в ажитацию», распелёнывает её и обнаруживает внутри тело недавно убиенной девицы. Беда даже не в том, что великий учёный изображён совершенным придурком (это кино того жанра, где особого смысла и достоверности ожидать не приходится), а в том, что распелёнывание представлено как его первейшая задача.[40]

## Настольная игра и онлайн-квест
Специально к запуску сериала телеканал «ТВ-3» выпустил настольную игру «Анна-детективъ. Мистериум» и онлайн-квест.